# Arturo Toscanini

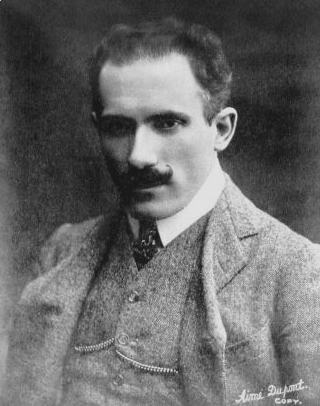
Arturo Toscanini 1908.

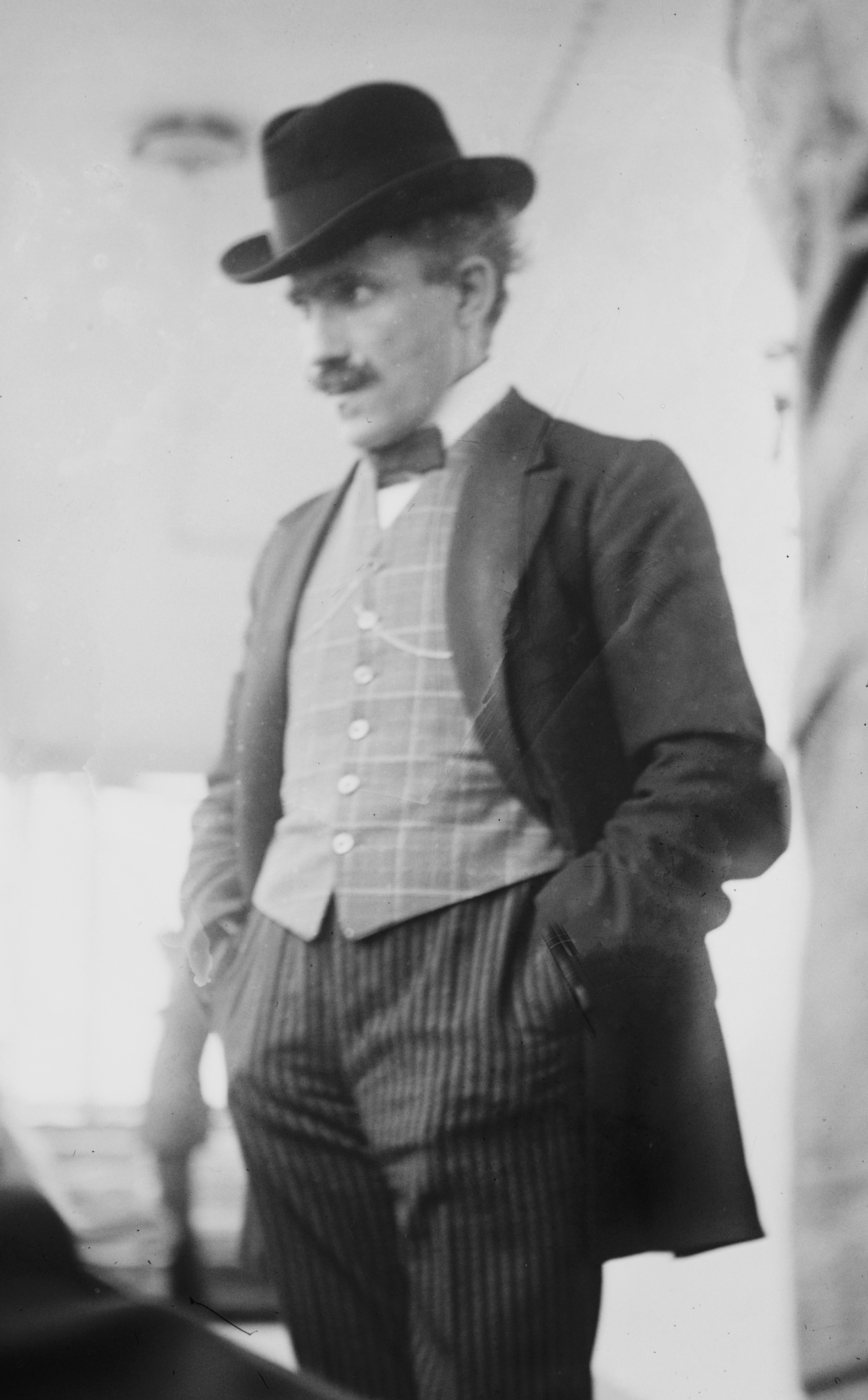
Arturo Toscanini

Arturo Toscanini, född 25 mars 1867 i Parma i Emilia-Romagna, död 16 januari 1957 i New York i New York, var en italiensk dirigent som allmänt ansågs som den störste dirigenten av sin tid.

## Biografi
Toscanini blev berömd för sitt noggranna och perfektionistiska repetitionsarbete, fotografiskt minne för musikaliska detaljer, temperament och hög musikalisk klass på sina uppföranden.
Det har byggts upp en hel mytologi kring Toscanini, bland annat om hans diktatoriska ledarstil, älskarinnor och lynnighet. Han har bland annat vid La Scala framtvingat "förbud" mot spontana applådavbrott i operaföreställningar med omtagningar etc. Från kolleger, bland annat en annan samtida stordirigent Wilhelm Furtwängler, har det påpekats att han saknade nyanser och alla forte och tutti lät likadant. 30 år efter hans död, när New York Public Library införskaffade Toscaninis partitur och forskare kunde analysera hans the Toscanini sound och hans uppförandemetod, med strykningar, förstärkta instrumentgrupper vid vissa passager, och till och med omskrivningar.
Toscanini debuterade som inhoppande dirigent i Aida 30 juni 1886 i Rio de Janeiro. Han arbetade som dirigent vid:
- Turin (1895–1898)
- La Scala i Milano (1898–1903, 1920–1929)
- New York Metropolitan Opera (från 16 november 1908)
- New York Philharmonic (1928–1936)
- Bayreuthfestspelen som förste icke-tyske dirigenten där (1930–1931)
- Salzburg (1934–1937)
- NBC Symphony Orchestra (1937–1954).

Toscanini var uttalad antifascist och ställde in sina uppdrag i Nazityskland, Italien och Österrike under mellankrigsåren när nazismen och fascismen blev dominerande.